# Sant Joan del Falgar
Saint-Jean-du-Falga (en occità Sent Joan del Falgar) és un municipi francès situat al departament de l'Arieja i a la regió d'Occitània.